# Попов, Николай Николаевич (композитор)
Никола́й Никола́евич Попо́в (1892 — 1932) — русский советский композитор и театральный деятель.

## Биография
Когда в 1922 году в Москве создавался Театр Революции под руководством Всеволода Мейерхольда, художественный руководитель привёл с собой молодого композитора Николая Попова, с которым успел сработаться в театрах, предшествовавших ГосТиМу, и назначил его заведующим музыкальной частью. В 1924 году Мейерхольд покинул Театр Революции, Попов в нём остался.
За 10 лет музыкального руководства театром из 34 спектаклей, поставленных за этот период, Попов написал музыку к 25 и
ещё 2 музыкально оформил; как композитор, он нередко становился фактическим сорежиссёром спектакля, и Алексей Попов, возглавив театр в 1931 году, включил своего однофамильца в «режиссёрскую команду». Попов руководил оркестром театра, состоявшим из 18 музыкантов, и нередко выступал с ним в концертах; вёл педагогическую работу в созданной при театре Школе юниоров. 
Попов, считал Виктор Городиский, стал «фактическим создателем музыкальной культуры Театра Революции». Ранняя смерть композитора — в 1932 году — стала для театра, по словам музыковеда, «невознаградимой утратой».

## Творчество
«Дело театрального композитора и дирижёра, — писал В. Городинский, — тяжёлое и неблагодарное. […] Никто не издаёт сочинений театрального композитора, написанных для театра, за самыми редкими исключениями. […] Чтобы стать театральным композитором, надо самоотверженно любить театр…». 
В Театре Революции, ещё со времён Вс. Мейерхольда, музыку вообще считали одним из важнейших компонентов спектакля; Попов же «мыслил в театре музыкально, а в музыке театрально». Тонко чувствуя специфику театра, он умел угадать замысел режиссёра, и его композиции, по словам Бориса Ромашова, «органически входили в партитуру спектакля, делаясь нерасторжимым элементом самой пьесы».
Николай Попов редко изменял родному театру, но его работа над спектаклем «Заговор чувств» в Театре имени Е. Вахтангова с Алексеем Поповым, уже в то время признанным режиссёром, имела большое значение не столько для композитора, сколько для режиссёра. Никогда у него не было, пишет Нея Зоркая, спектакля, где музыка «имела бы такое важное, конструирующее значение, не было и спектакля столь красочного, сценически эффектного»; две контрастные темы — лейтмотивы главных героев, - то расходясь, то сплетаясь, объедияли спектакль в целое. 

### Избранные театральные работы
Театр Революции
- 1923 — «Возвращение Дон Жуана» Сухотина и Щекотова; постановка Вс. Мейерхольда
- 1923 — «Озеро Люль» А. Файко; постановка Вс. Мейерхольда
- 1923 — «Спартак» В. Волькенштейна; постановка В. Бебутова
- 1924 — «Стенька Разин» В. Каменского; постановка В. Бебутова
- 1924 — «Кадриль с ангелами» по А. Франсу; постановка А. Грипича
- 1924 — «Эхо» В. Биль-Белоцерковского; постановка А. Грипича
- 1925 — «Воздушный пирог» Б. Ромашова; постановка А. Грипича
- 1925 — «Ужовка» М. Шимкевича; постановка А. Грипича
- 1926 — «Конец Криворыльска» Б.Ромашова; постановка А. Грипича
- 1928 — «Гоп-ля, мы живем!» Э. Толлера; постановка В. Фёдорова
- 1928 — «Человек с портфелем» А. Файко; постановка А. Дикого
- 1930 — «Первая конная» Вс. Вишневского; постановка А. Дикого
- 1931 — «Стройфронт» А. Завалишина; постановка И. Шлепянова
- 1931 — «Поэма о топоре» Н. Погодина; постановка А. Попова
- 1932 — «Улица радости» Н. Зархи; постановка И. Шлепянова[2]

Другие театры
- 1929 — «Заговор чувств» Ю. Олеши; постановка А. Попова (Театр имени Е. Вахтангова)[8].